# 杜沃恩·馬克斯韋爾
杜沃恩·伊萊沙·馬克斯韋爾（1991年10月28日—）為美國前籃球運動員。

## 早年
馬克斯韋爾為纽约州紐約市曼哈頓人，高中最後兩年在彼得斯堡高中度過，而在就讀高點大學一年以後，轉學到西內布拉斯加社區學院，隔年則加入漢普頓大學。

## 職業生涯
2017年4月，馬克斯韋爾加盟庫利亞坎騎士。
2018年7月11日，馬德普拉塔佩納羅爾引進馬克斯韋爾。12月29日，馬克斯韋爾已不在球隊的名單當中。2019年1月8日，拉馬特甘吉夫阿塔伊姆夏普爾簽下馬克斯韋爾。
2019年7月30日，夏特簽下馬克斯韋爾。2019-20賽季馬克斯韋爾場均可挹注15.6分、7.6籃板、3助攻、1.8阻攻。2020年7月3日，馬克斯韋爾自行宣布離開球隊。7月21日，馬克斯韋爾確定2020-21賽季續披夏特球衣。效力夏特的第二個賽季，馬克斯韋爾場均貢獻18.2分、7.3籃板、3.6助攻、0.9阻攻。
2021年8月28日，烏克蘭籃球超級聯賽切爾卡瑟猿簽下馬克斯韋爾。2022年1月底，隨著烏克蘭與俄羅斯之間的局勢逐漸升溫，馬克斯韋爾在未經切爾卡瑟猿的同意下自行離開了球隊，留下出賽26場，場均15.2分、7.8籃板、2.5助攻的數據。3月1日，菲律賓籃球協會（PBA）鳳凰燃料大師引進馬克斯韋爾頂替多明尼克·薩頓參加2021年PBA總督盃剩餘賽程。馬克斯韋爾替鳳凰燃料大師出賽四場，繳出場均27.5分、13.8籃板、4.0助攻、1.5抄截的表現。
2022年12月22日，鳳凰燃料大師總教練表示馬克斯韋爾重返球隊參加2023年PBA總督盃。馬克斯韋爾共出賽12場，場均可挹注22.4分、12.3籃板、4.3助攻。
2023年7月，韓國籃球聯賽（KBL）安養KGC為了備戰8月12日至8月20日在臺灣舉行的威廉瓊斯盃國際籃球邀請賽，與馬克斯韋爾簽下了15天合約，馬克斯韋爾於8月6日入境韓國，8月11日隨隊前往臺灣。全部八場賽事，馬克斯韋爾出賽了七場，繳出平均18.1分、9.4籃板、4.3助攻、1.4抄截、2.3阻攻的表現，並獲選了大會最佳五人。9月27日，旺代沙朗引進馬克斯韋爾。馬克斯韋爾代表旺代沙朗出賽兩場以後，即因為收到超過在旺代沙朗的合約六倍報價而離開了球隊。10月12日，KBL安養正官庄赤紅火箭由於原先的外籍球員奧馬里·斯佩爾曼受傷而引進馬克斯韋爾臨時頂替。馬克斯韋爾共頂替奧馬里·斯佩爾曼出賽13場，場均上場15分9秒，可貢獻7.9分、4.4籃板、1.3助攻、1.4阻攻。12月1日，KBL大邱KOGAS飛馬註冊馬克斯韋爾頂替安東尼·摩斯。
2023-24賽季結束後大邱KOGAS飛馬與馬克斯韋爾續約。9月24日，2024-25賽季開打前，大邱KOGAS飛馬引進舊將尤素·恩多耶頂替馬克斯韋爾。10月5日，哈利斯科太空人簽下馬克斯韋爾。2025年2月，馬克斯韋爾加盟奧林匹克自行車。2025年6月，馬克斯韋爾宣布高掛球鞋。

## 外部連結
- 杜沃恩·馬克斯韋爾在fiba.basketball（英语）
- 杜沃恩·馬克斯韋爾在韓國籃球聯賽官網（英语）
- 杜沃恩·馬克斯韋爾在Sports-Reference.com（NCAA）（英语）
- 杜沃恩·馬克斯韋爾在Eurobasket.com（球員）（英语）
- 杜沃恩·馬克斯韋爾在Proballers（英语）
- 杜沃恩·馬克斯韋爾在RealGM（英语）
- 杜沃恩·馬克斯韋爾在Flashscore（英语）
- . Basketballnavi.DB.   [2025-01-16]. （原始内容存档于2025-01-17）.
- . NM1.   [2025-01-16]. （原始内容存档于2025-01-17）.